# دانيال ليتل
دانيال ليتل (بالإنجليزية: Daniel Little)‏ هو عالم اجتماع وفيلسوف أمريكي، ولد في 1949.

## وصلات خارجية
- الموقع الرسمي